# Эра Селевкидов
Эра Селевкидов (лат. Anno Graecorum, или AG) началась 1 октября 312 до н. э. Завоевав вновь Вавилон в августе 312 до н. э., Селевк I Никатор в 12-й год правления Александра IV начал счислять время по годам своего наместничества. В этом он следовал примеру Антигона и других наместников Вавилонии.
Согласно вавилонскому календарю, 12-й год правления Александра IV начался 2 апреля 312 до н. э. Македоняне, однако, счисляли годы правления Александра IV от смерти Филиппа III Арридея осенью 317 до н. э. Таким образом, для них 2-й год правления наместника Селевка начался осенью 311 года до н. э., в то время как для вавилонян этот же год начался 22 апреля 310 до н. э. Став царём, Селевк продолжал считать и годы своего наместничества. Для двора год селевкидской эры начинался между 1-м числом месяца лоос и 1-м числом месяца диос, то есть поздним летом или же ранней осенью.
Счисление по эре Селевкидов употреблялось в некоторых районах Ближнего Востока вплоть до настоящего времени. Ему подражали некоторые восточные династии: Аршакиды в Парфии (несмотря на то, что в греческих городах Парфянского царства счисление эры начиналось с осени 248 до н. э., они также использовали и «старый стиль» — эру Селевкидов), Дедалсиды в Вифинии, Митридатиды в Понте, потомки Митридата VI и династия Рескупоридов в Боспорском царстве.
Счисление по годам эры Селевкидов использовалось позднее арабскими астрономами. Арабы называли её «эрой Александра», хотя аль-Бируни понимал, что это ошибка.
Сирийские летописцы продолжали использовать это счисление вплоть до Михаила Сирийца в XII веке. Оно была обнаружена на надгробиях христиан в Центральной Азии, принадлежащих Церкви Востока, вплоть до XIV века. В некоторых сирийских текстах датировка по «благословенным грекам» (l-yawnāyē brīḵē), то есть по Селевкидской эре, использовалась вплоть до XX века.
Система счисления Селевкидов, или «система договоров», использовалась йеменскими евреями в их юридических актах и контрактах вплоть до недавнего времени. В большинстве еврейских общин же вышла из употребления после того, как Давид бен Зимра отменил эту практику в бытность главным раввином Египта. 